# Сашин Литтлфезер
Сашин Литтлфезер (англ. Sacheen Littlefeather, в переводе маленькое пёрышко) — псевдоним Марии Луизы Крус (14 ноября 1946, Салинас, Калифорния, США — 2 октября 2022, Новато, Калифорния, США), американской актрисы и общественной активистки.
27 марта 1973 года Сашин Литтлфезер вышла на сцену павильона Дороти Чендлер, когда премии «Оскар» за лучшую мужскую роль был удостоен Марлон Брандо за образ Вито Корлеоне. Актёр отказался от премии и направил вместо себя Литтлфезер. По этому случаю актриса написала восьмистраничную речь, но продюсер Говард Кох помешал прочитать её полностью, сообщив, что у Литтлфезер будет всего минута. Представившись как апач, в своём выступлении она критиковала голливудское изображение коренных американцев и сослалась на резню у Вундед-Ни.
До того как прославиться на церемонии «Оскара», она снялась в качестве модели для журнала Playboy. В 1980-х участвовала в кампаниях по борьбе со СПИДом, который явился причиной смерти её брата. 
В течение жизни у Сашин Литтлфезер были многочисленные и серьёзные проблемы со здоровьем: в 4 года заболела туберкулёзом, в начале 1970-х совершила попытку самоубийства и на год попала в психиатрическую больницу, в 1991 году была удалена злокачественная опухоль толстой кишки, в 2012 году вылечилась от рака груди, но он вернулся в 2018 году. В интервью 2021 года Литтлфезер заявила, что последнее новообразование дало метастазы в её правое лёгкое и что она неизлечимо больна; примерно через год она умерла в своём доме в Ловато в возрасте 75 лет.